# مارك تي. سوليفان
مارك تي. سوليفان (بالإنجليزية: Mark T. Sullivan)‏ (28 يونيو 1958، فرامينغهام في الولايات المتحدة)؛ صحفي، كاتب وروائي أمريكي. درس في كلية هاميلتون.